# Montelopio
Montelopio (già Monte Loppio) è una frazione del comune italiano di Peccioli, nella provincia di Pisa, in Toscana.

## Geografia fisica
Il borgo di Montelopio è situato in Valdera, su una collina cretosa fra il torrente Roglio e il botro del Filetto.

## Storia
Montelopio è ricordato per la prima volta in un atto del sinodo volterrano del 1356, dove è qui ricordata la presenza di una mansione (chiesa e ospizio) dei Templari, o dei cavalieri di Rodi. Il borgo fu poi dimora di numerose famiglie nobili, tra cui si ricordano i Gaetani, i Quaratesi e i Frescobaldi, e qui era situata un'importante chiesa parrocchiale, la pieve di San Martino. In epoca moderna la pieve fu demolita e secondo la leggenda il marchese che ne diede disposizione fu travolto dal proprio cavallo come punizione divina.

## Monumenti e luoghi d'interesse

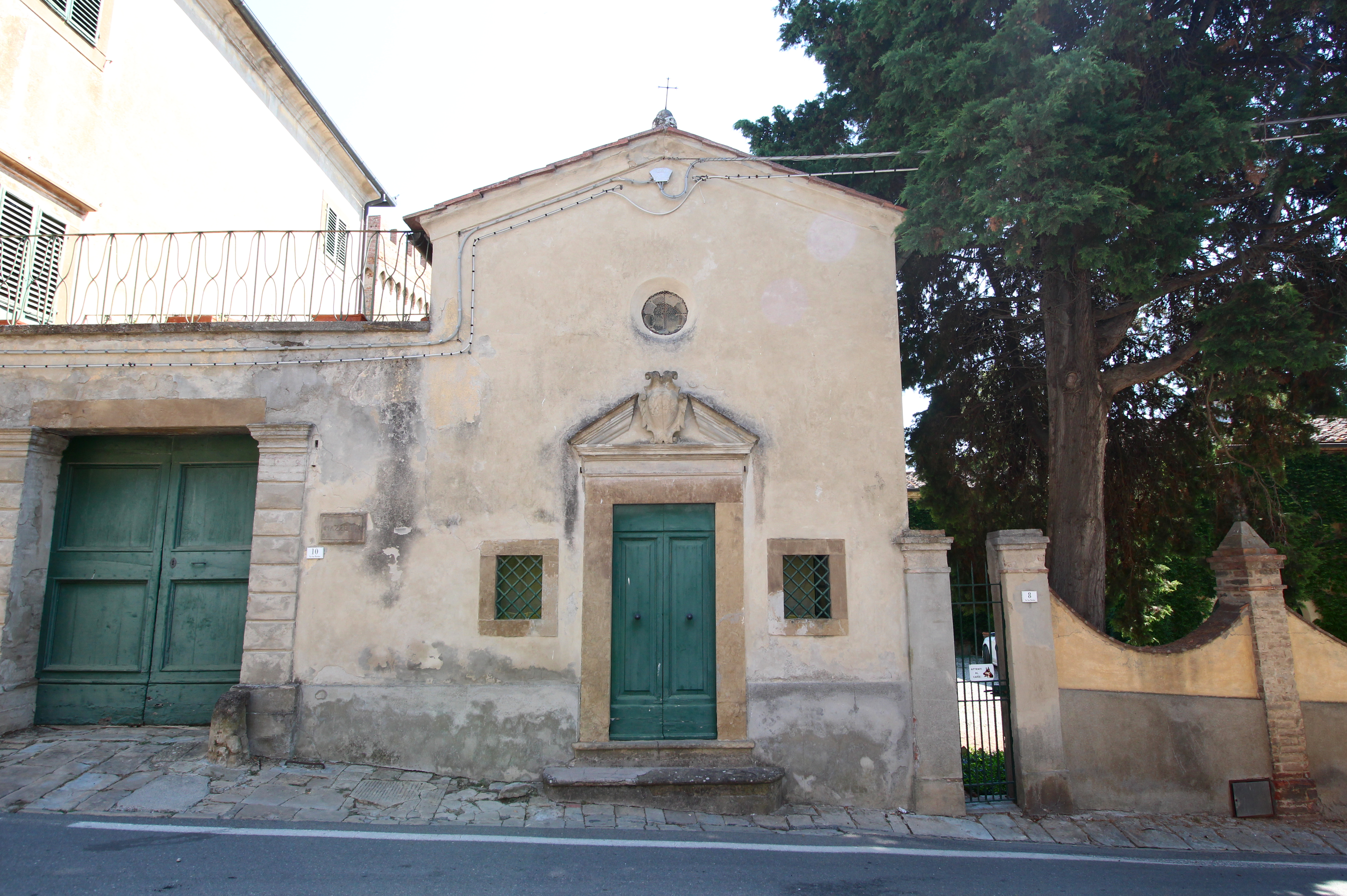
La chiesa di San Domenico (San Martino)

- Cappella di San Domenico, nota comunemente come San Martino, fu costruita nel 1860 nel luogo dove sorgeva l'antica pieve di San Martino.[3]
- Palazzo delle Scuole, edificio costruito negli anni cinquanta del XX secolo come scuola elementare, è stato poi adibito ad usi residenziali nel 1972.[5]
- Villa Ballati Neri, villa padronale originaria del periodo tra il XIII e il XIV secolo.[3]
- Villa Mazzetti, situata in via San Martino, è stata realizzata nel XIX secolo sopra una struttura risalente al 1248.[3] Su di essa è possibile vedere anche lo stemma dei Gaetani.[4]